# Still life (fotografia)

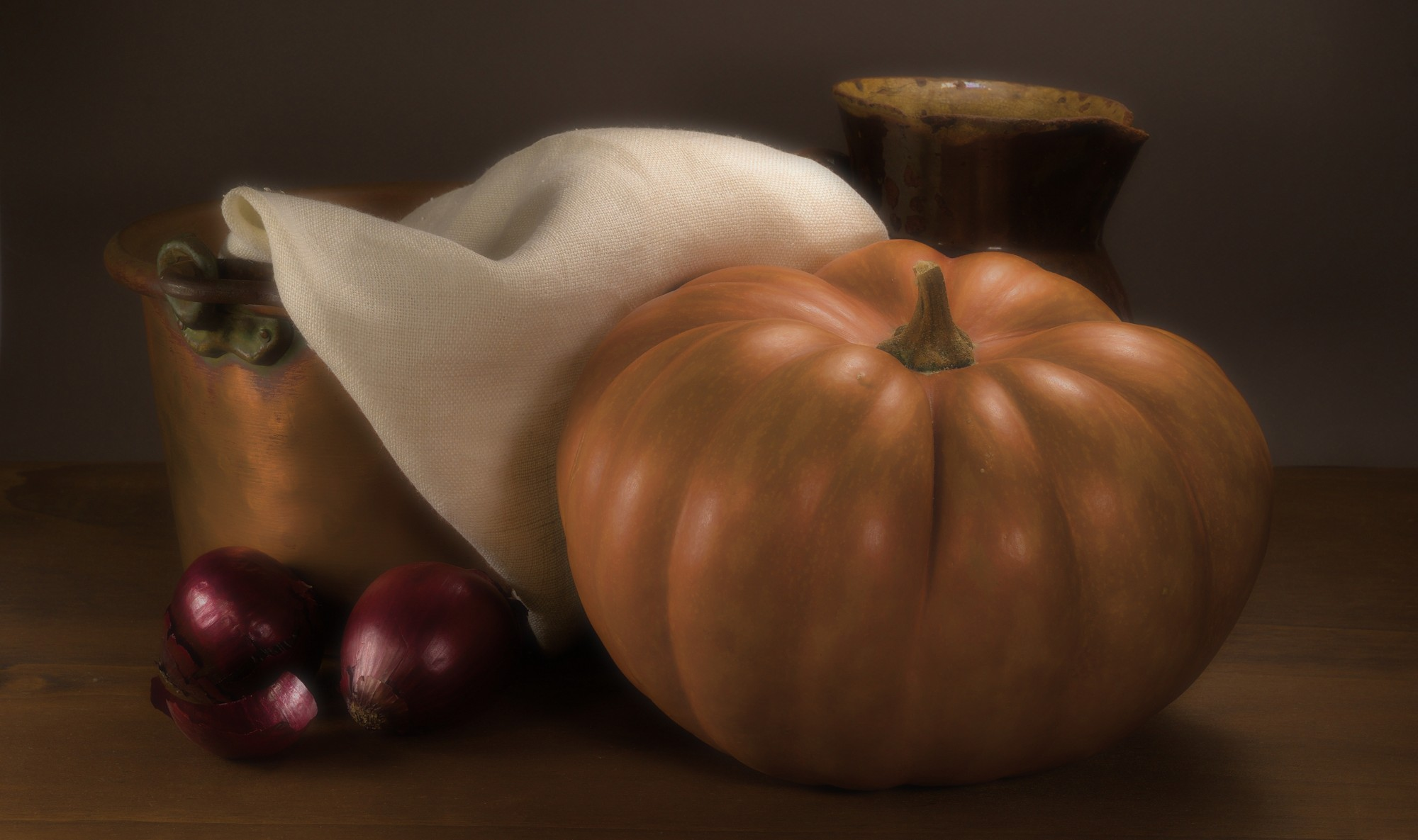
Esempio di still life

In fotografia, l'espressione inglese still life indica un particolare genere fotografico utilizzato principalmente per la rappresentazione di oggetti inanimati attraverso una specifica tecnica fotografica. Corrisponde a quella che in pittura viene chiamata "natura morta" (coincidente con la traduzione letterale dell'espressione usata in relazione alla fotografia) cioè una raffigurazione di oggetti inanimati (fiori, frutta, ortaggi, selvaggina)

## Caratteristiche
La tecnica adottata nel genere still-life presenta alcuni aspetti di semplicità, ma è più difficoltosa di quanto possa sembrare a prima vista.
Ad esempio, nella fotografia sportiva la difficoltà maggiore è cogliere il momento e l'angolazione giusti, in un paesaggio è il punto di ripresa, in un servizio fotografico di ritratto può essere cogliere il soggetto mentre compie un gesto particolare volontario o involontario, in posa o casuale. Nella fotografia still-life, invece, ci sono poche variabili perché il soggetto è fermo (still) e può sembrare quindi più difficile fare errori, ma la conoscenza tecnica generale (costruzione dell'ambiente e uso delle luci) è quindi spesso più complessa. Sicuramente c'è un tempo diverso per impostare l'inquadratura e la macchina fotografica, in cui le regolazioni restano le stesse durante l'intero servizio, ma ci sono anche una serie di passaggi che devono essere calcolati durante la costruzione del set e prima dello scatto. 
Nella fotografia still life lo scopo è quello di creare un documento che metta in risalto gli attributi più importanti del soggetto (generalmente un oggetto) fotografato: questo può avvenire con la creazione di un'immagine puramente descrittiva, che racconti quindi una forma singola o un insieme di oggetti e che sia piacevole da vedere, oppure attraverso la creazione di una foto artistica, che abbia quindi un livello di descrizione concettuale o simbolico e che aggiunga un significato diverso al soggetto scelto. In entrambi la difficoltà tecnica nella realizzazione possono variare a seconda dell'idea finale. La strumentazione usata è specifica per la fotografia di still life, ma esattamente come in pittura (dalla quale trae le sue origini), può essere usata l'ambientazione più idonea alla realizzazione dell'idea finale. È un ramo della fotografia molto diffuso in pubblicità, in arte contemporanea e oggi anche sui social media, come Instagram, dove viene amatorialmente e professionalmente utilizzata per descrivere il proprio stile di vita o le proprie passioni legate a moda, design e alla food culture.
La fotografia digitale e la successiva post-produzione possono colmare alcuni errori banali che vengono comunemente fatti (sporcizia, riflessi, supporti per gli oggetti evidenti), ma la fotografia di still life resta un ramo complesso e tecnicamente sofisticato, nel quale ancora oggi la costruzione del set (e quindi gli effetti speciali) e la sua composizione in ripresa ne determinano la qualità.

## Illuminazione
Quello che invece fa veramente la differenza nella fotografia di still-life è l'illuminazione. Il controllo della luce è tendenzialmente più complesso quando si tratta di illuminare un set di piccole dimensioni. Soluzioni semplice come una luce diffusa per non creare ombre troppo evidenti lasciano il posto ad un uso più sapienti dei corpi illuminati e dei loro accessori : effetti di luce realizzati con gelatine colorate, riflessi,  vengono studiate appositamente con grande cura. Nella fotografia di still life realizzata in studio si predilige l'uso di luci flash al posto delle luci continue, sia per le dimensioni dei corpi illuminanti, che nel caso delle luci flash sono molto più contenute, sia per il minor consumo di potenza; ma soprattutto per la loro maggior capacità illuminante. Per quel che riguarda i modificatori di luce, riflettori con ombrello riflettente, soft box o altre soluzioni simili, che sono molto utili nelle fotografia di set di grandi dimensioni, lasciano il posto ad attrezzature molto più specifiche come hard box, illuminatori a fibre ottiche e kit di bandiere dedicati realizzati in piccole dimensioni che ben più si adattano alla grandezza di un set di still life. 
A livello amatoriale o nel "fai da te" industriale (per chi ha necessità di fotografare i propri prodotti per inserire le immagini su un sito internet, realizzare un catalogo o altro materiale pubblicitario) sono invece impiegate attrezzature più economiche: mini studi fotografici compatti, in genere a forma di cubo, con un tessuto diffusore sui lati, un fondale intercambiabile all'interno e una o due luci all'esterno. La luce delle lampade (lampade fotografiche a luce corretta) è diffusa dal tessuto, rimbalza all'interno sui lati ed è riflessa, illuminando bene il soggetto e permettendo di ottenere buoni risultati.